# دوري الضفة الغربية الدرجة الثانية
دوري الضفة الغربية الدرجة الثانية هي بطولة لكرة القدم في الضفة الغربية، وهي تمثل المستوى الثالث في نظام دوري كرة القدم الفلسطيني.

## الأبطال
- 2011-12: الشبان المسلمين، مركز جنين.
- 2012-13: شباب دورا، شباب السموع.
- 2013-14: سلوان، القوات الفلسطينية.